# 7. korpus (Kopenska vojska ZDA)
Za druge 7. korpuse glejte 7. korpus.
7. korpus (izvirno angleško VII Corps) je bil korpus Kopenske vojske Združenih držav Amerike.